# Der Freund
Der Freund («Дер Фройнд»; с нем. — «Друг») — ежеквартальный немецкий литературно-художественный журнал, принадлежавший медиаконцерну Axel Springer AG. Выпускался в Катманду с сентября 2004 по июнь 2006 года (всего вышло восемь номеров) издателем Кристианом Крахтом и шеф-редактором Экхартом Никелем. Сотрудничал с известными художниками (NSK, Фишли и Вайс), отличался высоким уровнем художественного и полиграфического исполнения. Публиковал эссе, рассказы, литературные миниатюры, стихотворения, персональные колонки, интервью на немецком, английском и французском языках (в числе авторов и интервьюируемых — Юлия Франк, Альберт Хофман, Дэвид Вудард, Рем Колхас, Райнхольд Месснер, Момус, Инго Нирман, Ален Роб-Грийе, Александр Мильштейн, Джонатан Сафран Фоер, Карлхайнц Штокхаузен, Альберт Хофман, Станислав Лем, Дэвид Линч, Нам Джун Пайк). Перепечатывал произведения всемирно известных авторов (Аллен Гинзберг, Трумен Капоте). Удостоен бронзовой медали Клуба арт-директоров Германии за дизайн и Золотого приза за «обложку года» от гамбургской LeadAcademy (обе награды — 2006).